# Paganini (1923)
Paganini ist ein 1922 gedrehtes, deutsches Stummfilmdrama von Heinz Goldberg. Die Titelrolle spielte Conrad Veidt.

## Handlung
Die Musikwelt ist erschüttert: Paganini ist gestorben! Doch während der Leichenfeier erwacht der (Schein-)Tote zu neuem Leben. Der Teufelsgeiger beginnt sein Leben umzukrempeln, verlässt seine Gattin und startet eine Liaison mit einer Herzogin. Deren Mann fordert Paganini daraufhin zu einem Degenduell, fällt dabei aber in die Klinge seiner eigenen Fechtwaffe und stirbt. Paganini wird des Mordes bezichtigt und in den Kerker geworfen.
Als er mit Hilfe der Herzogin aus dem Verlies befreit wird, ist es selbige, die auf ihn schießen lässt, als ihr klar wird, dass der Italiener sich längst umorientiert hat und nunmehr ein einfaches Mädchen aus dem Volke auserwählt hat. Der Schuss trifft jedoch nicht den treulosen Paganini, sondern die unschuldige Giulietta. Der Schmerz dieses Verlustes führt schließlich dazu, dass Paganini während eines applausumtosten Konzerts stirbt.

## Produktionsnotizen
Paganini wurde Mitte 1922 gedreht, passierte am 20. Januar 1923 die Filmzensur und wurde am 31. März 1923 in Berlins Tauentzienpalast uraufgeführt. Der fünfaktige Film besaß eine Länge von 1832 Metern Länge und erhielt Jugendverbot. In Österreich lief der Streifen am 2. November 1923 an. Die dortige Fassung maß sechs Akte auf rund 2060 Meter Länge.
Robert Neppach entwarf die Filmbauten. Für Greta Schröder war dies die letzte Stummfilmrolle, Gustav Fröhlich, der den Franz Liszt verkörpert, gab seinen deutschen Filmeinstand. Auch Theaterregisseur Heinz Goldberg debütierte hiermit beim Film.

## Kritik
In Paimann’s Filmlisten ist zu lesen: „Das Sujet ist stellenweise stark auf das Phantastische hin zugeschnitten, nichtsdestoweniger aber durchgehends packend gearbeitet, von einer virtuosen Darstellung, stellenweise beinahe grotesk anmutend, unterstützt. Aufmachung und Photos halten sich auf beachtenswerter Höhe.“